# 乔治五世站
乔治五世站（法語：George V）是法国巴黎地铁1号线的一个车站，位于巴黎八区，于1900年8月13日启用。
原名為艾爾瑪站（Alma），為紀念英国国王乔治五世在第一次世界大戰中支持法國，於是於1920年5月27日將此站改名為喬治五世站。2022年，英女王伊莉莎白二世國葬期間，本站被短暫改名為「伊莉莎白二世站」。

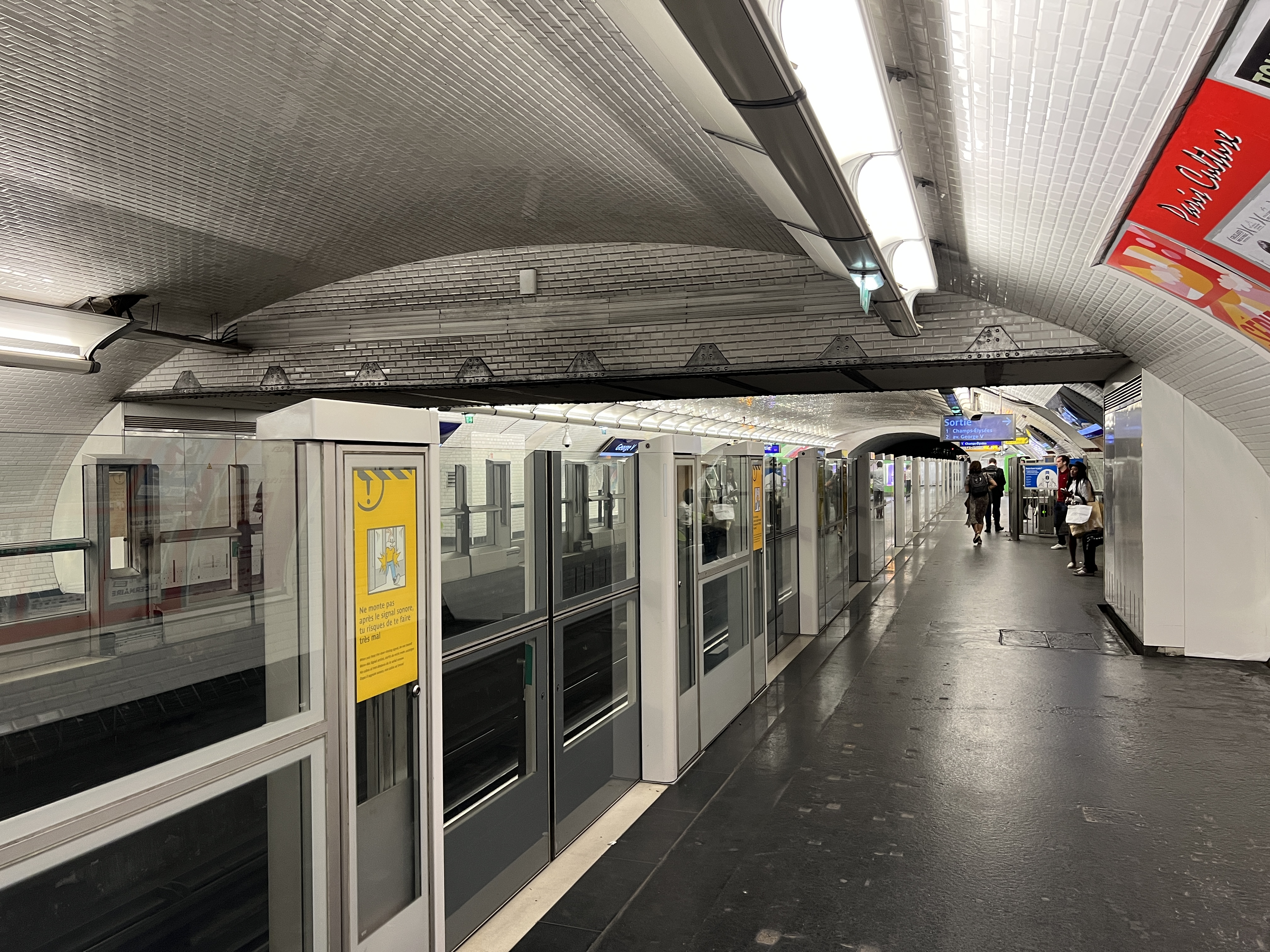
月台 (2022年6月)

## 結構
| 街道        |                                  |                                  |
| M           | 月台連接夾層                     | 月台連接夾層                     |
| P 1號線月台 | 設有月台幕門的側式月台，右側開門 | 設有月台幕門的側式月台，右側開門 |
| P 1號線月台 | 1號月台                          | 往拉德芳斯（夏爾·戴高樂-星形）   |
| P 1號線月台 | 2號月台                          | 往文森城堡（富蘭克林·D·羅斯福）  |
| P 1號線月台 | 設有月台幕門的側式月台，右側開門 |                                  |